# Liste der denkmalgeschützten Objekte in Gurten (Oberösterreich)
Die Liste der denkmalgeschützten Objekte in Gurten enthält die 2 denkmalgeschützten, unbeweglichen Objekte der Gemeinde Gurten in Oberösterreich (Bezirk Ried im Innkreis).

## Denkmäler
| Foto |                 | Denkmal                                                        | Standort                       | Beschreibung | Metadaten |
| ---- | --------------- | -------------------------------------------------------------- | ------------------------------ | --- | --- |
| ja   | Datei hochladen | Kath. Pfarrkirche hl. Stephan HERIS-ID: 52169 Objekt-ID: 58510 | Hofmark Standort KG: Gurten    | Ein gotischer Sakralbau, wobei dem Turm ein barockes Obergeschoß mit einem Zwiebelhelm aufgesetzt wurde. Die Inneneinrichtung stammt teilweise aus den Werkstätten der Schwanthalers. | BDA-Hist.: Q23541793 Status: § 2a Stand der BDA-Liste: 2025-06-30 Name: Kath. Pfarrkirche hl. Stephan GstNr.: 658 Katholische Pfarrkirche Heiliger Stephan (Gurten) |
| ja   | Datei hochladen | Pfarrhof HERIS-ID: 92485 Objekt-ID: 107425                     | Hofmark 31 Standort KG: Gurten | | BDA-Hist.: Q37760127 Status: § 2a Stand der BDA-Liste: 2025-06-30 Name: Pfarrhof GstNr.: 637/1 Pfarrhof Gurten                                                      |